# Kruppsche Konsumanstalt

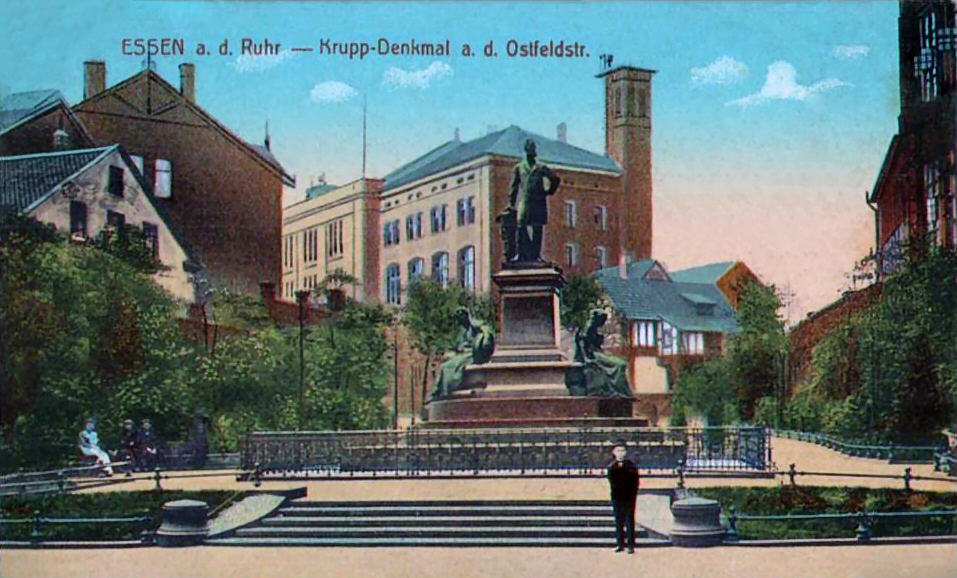
Gebäude der 1874 errichteten Kruppschen Konsumanstalt an der Ostfeldstraße vor 1888, im Volksmund Kruppscher Bazar genannt; davor das Alfred-Krupp-Denkmal, rechts die 8. Mechanischen Werkstatt

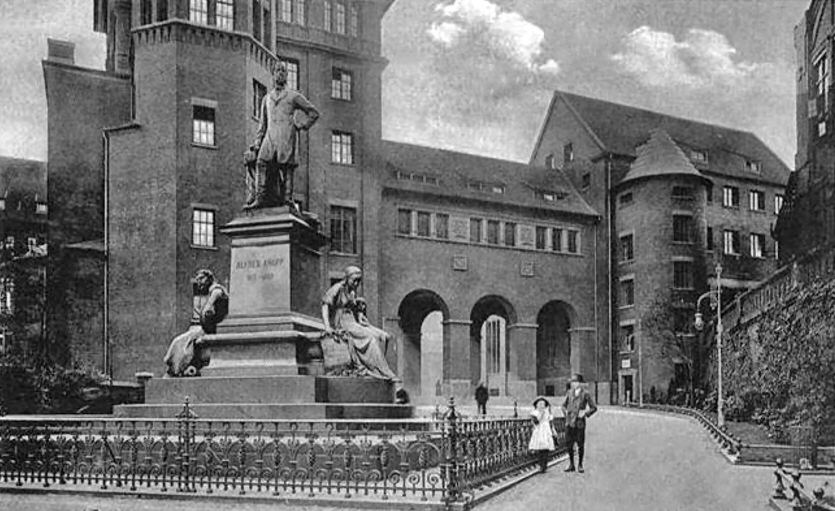
Kruppsche Konsumanstalt an der Ostfeldstraße mit 1888 angebautem Lagerhaus

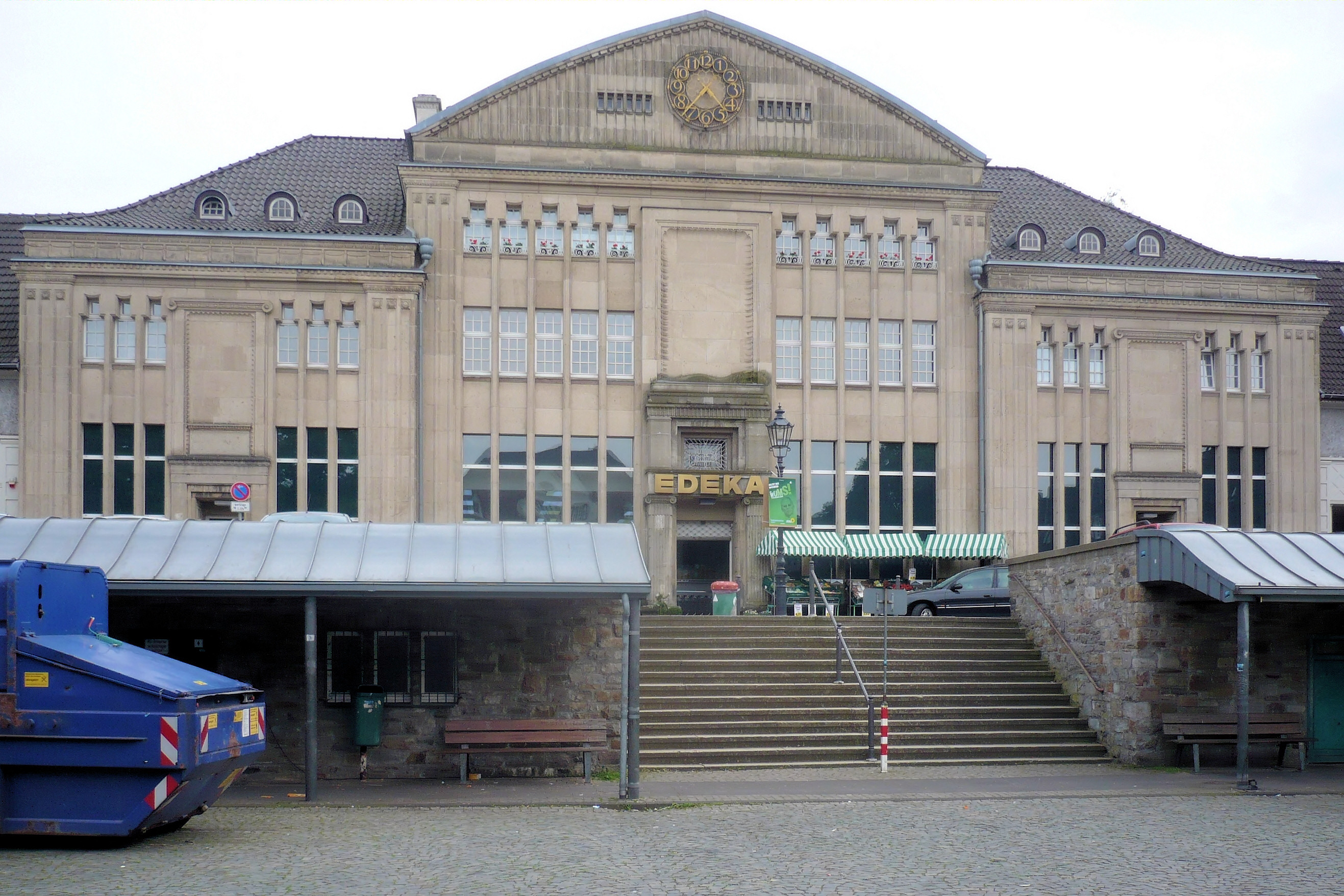
Gebäude einer Filiale der ehemaligen Kruppschen Konsumanstalt auf der Margarethenhöhe, erbaut 1911/1912 von Georg Metzendorf

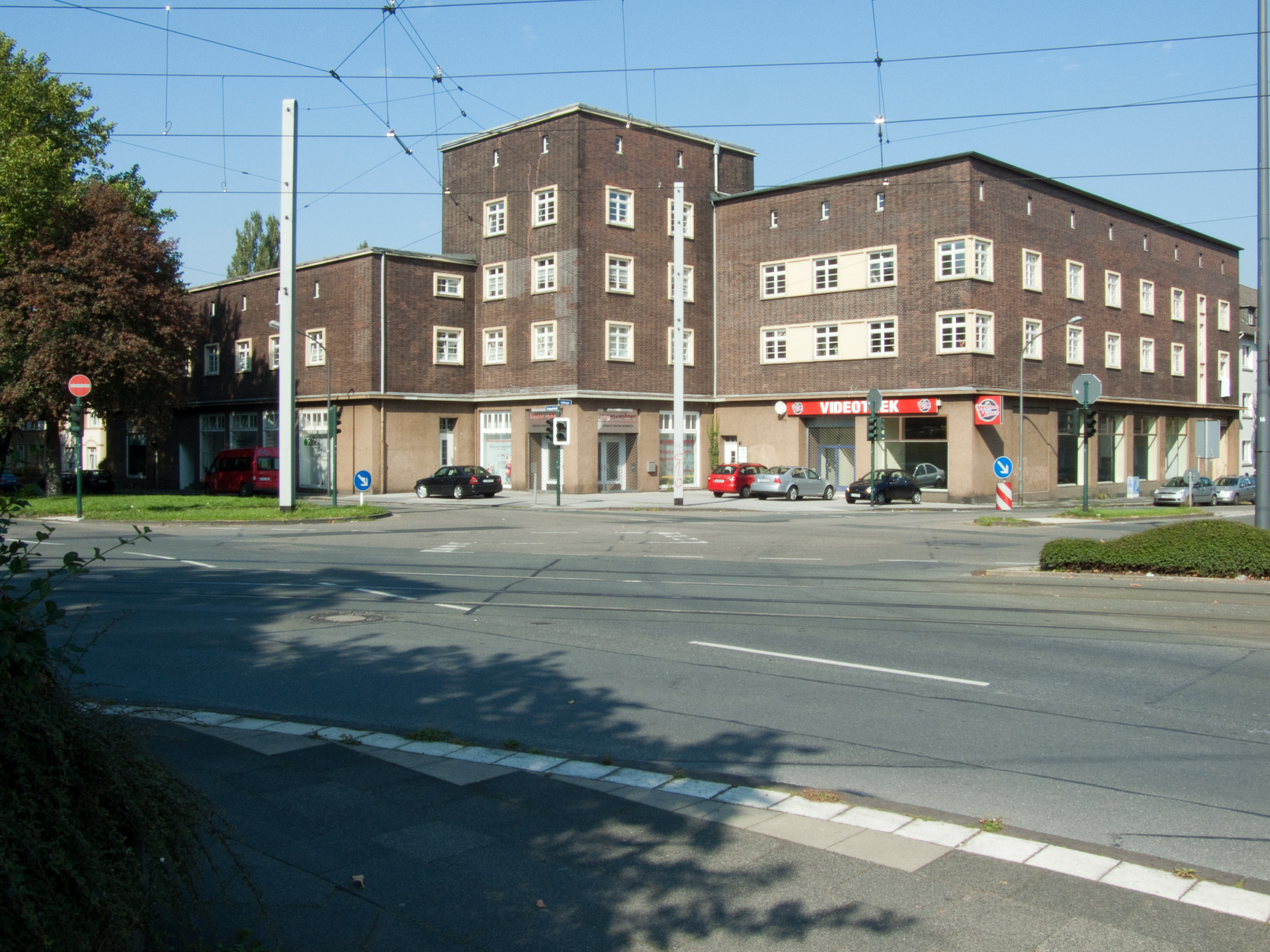
Ehemalige Kruppsche Konsumanstalt in Bergeborbeck, erbaut 1930

Die Kruppsche Konsumanstalt war seit der zweiten Hälfte des 19. Jahrhunderts Teil eines Wohlfahrtsprogramms des Industriellen Alfred Krupp in Essen für seine Belegschaft in seinem Unternehmen, das ab 1903 unter Friedrich Krupp AG firmierte. Damit bot er den Werksangehörigen einerseits ein vergünstigtes Angebot an Waren des täglichen Bedarfs, band sie aber gleichzeitig mithilfe der Filialen in den fabriknahen Arbeitersiedlungen und damit verbundener Forderungen nach hoher Loyalität an sein Unternehmen.

## Geschichte

### Vorgeschichte
Der rasante Anstieg der Zuwanderungen von Arbeitern, angeregt durch eine enorme Ausweitung der Massenproduktion, löste eine erhebliche Preissteigerung der Lebenshaltungskosten in Essen aus. Das brachte soziale Probleme mit sich, die Alfred Krupp mithilfe innerbetrieblicher Sozialleistungen abzufedern versuchte. Diese Leistungen umfassten neben einer Kranken- und Sterbekasse mit Beitrittspflicht (seit 1853) und einer Pensionskasse (seit 1855) auch eine 1858 eingerichtete werkseigene Bäckerei, aus der folglich die Konsumanstalt hervorging.
1865 gründeten Essener Bürger, überwiegend Angestellte der Firma Krupp, aufgrund der gestiegenen Lebenshaltungskosten den Essener Konsumverein, einen genossenschaftlichen Zusammenschluss ehrenamtlich Tätiger, um mithilfe einer Bündelung nachgefragter Konsumprodukte günstigere Einkaufspreise zu erzielen. Doch letztendlich scheiterte der Konsumverein.

### Bestehen zwischen 1868 und 1973
Am 1. Mai 1868 kam es zu einer Übernahme dieser gescheiterten Genossenschaft durch das Familienunternehmen Krupp, das sie als Kruppsche Konsumanstalt neu organisierte und damit den bisherigen Kundenkreis um die Werksangehörigen erweiterte.
1863 errichtete Krupp mit der Arbeiterkolonie Westend seine erste Arbeitersiedlung. In dieser Zeit begann der Kruppsche Wohnungsbau, der einerseits zum Wohlfahrtsprogramm gegenüber der Belegschaft zählte, der aber andererseits die Arbeiter noch enger an ihren Arbeitsplatz band. Dazu leistete die später angeschlossene Konsumanstalt einen entscheidenden Beitrag, die mit weiteren Filialen auch in die darauf folgenden Arbeiterkolonien Nordhof, Schederhof, Baumhof und Kronenberg integriert wurde. Dazu gab es eine Verkaufsstelle in Bredeney sowie außerhalb Essens zwei an der Zeche Hannover in Bochum und eine an der Johanneshütte in Duisburg-Hochfeld. Des Weiteren in der linksrheinischen Stadt Rheinhausen, einem heutigen Duisburger Stadtbezirk, dem Sitz des Hüttenwerkes Rheinhausen sowie in der Margarethensiedlung und der Beamtensiedlung Bliersheim. Einige Verkaufsstellen dienten zudem als amtliche Verkaufsstelle für Postwertzeichen. Ab etwa 1890 waren die Geschäfte der Kruppschen Konsumanstalt nur noch Werksangehörigen zugänglich.
Werksangehörige konnten Dinge des täglichen Bedarfs vergünstigt einkaufen. Dazu wurden alle Einkäufe im Kontobuch des Belegschaftsmitgliedes vermerkt. Zu Ende des Geschäftsjahres wurden anhand der Bilanz erzielte Gewinne der Konsumanstalt in Form von Rabatten ausgezahlt. Besonderen Wert wurde darauf gelegt, dass die Waren unverfälscht und auf Reinheit geprüft angeboten wurden. Dazu konnte auch das städtische Untersuchungsamt beauftragt werden. Alfred Krupp erwartete im Gegenzug von seinen Arbeitern eine starke Loyalität und verhängte dazu ein Verbot zum Engagement in der Arbeiterbewegung.
1874 verfügte die Kruppsche Konsumanstalt nicht nur über Verkaufsstellen, sondern auch über eine eigene Bäckerei, eine Schneiderei und eine Mineralwasserabfüllung. In diesem Jahr, am 1. Juli, eröffnete das Gebäude der Hauptverkaufsstelle der Konsumanstalt auf dem Gelände der Krupp-Gussstahlfabrik an der Ostfeldstraße. Dieser im Volksmund sogenannte Kruppsche Bazar befand sich nordöstlich der VIII. Mechanischen Werkstatt, dem heutigen Colosseum Theater, dort wo heute die Weststadt-Türme mit dem Kinokomplex stehen. 1875 kam eine Schlächterei hinzu. Angeboten wurden neben Lebensmitteln auch Kolonialwaren, Kleidung, Eisenwaren, Kohlen und Möbel. 1888 wurde an das Gebäude des Kruppschen Bazars ein dreistöckiges Lagerhaus von 62 Metern Länge und 16 Metern Breite angebaut.
1882 übernahm die Konsumanstalt die Verwaltung der Gaststätte Hügel, dem heutigen Parkhaus Hügel nahe dem Hügelpark am Nordufer der Ruhr, am heutigen Baldeneysee. Im Jahr 1902 arbeiteten rund 450 Witwen und Töchter der kruppschen Arbeiter für die Konsumanstalt. In den Jahren 1911/1912 erbaute Georg Metzendorf ein markantes Gebäude für eine Filiale der Kruppschen Konsumanstalt auf der Margarethenhöhe, in dem sich auch heute wieder ein Lebensmittelgeschäft befindet. Weitere noch existierende Gebäude stehen in der Theodorstraße im Essener Nordviertel sowie ein unter Denkmalschutz stehendes von 1930 in Bergeborbeck. 1913 waren bei der Konsumanstalt rund 1400 Menschen beschäftigt, die etwa 40 Millionen Mark Jahresumsatz machten.

Die Essener Volkszeitung berichtet in ihrer Ausgabe vom 29. Juni 1914: 

„Zur Konsumanstalt der Gußstahlfabrik Essen gehören 99 Verkaufsstellen für Fleisch, Brot, Wein, Kolonial-, Manufaktur-, Kurz-, Schuh-, Eisenwaren und Hausgeräte, 37 Ausgabestellen für Kartoffeln, Kohlen, Stroh, Eis usw., 11 Bierhallen, 17 Kantinen, 3 Kaffeeschenken. Ferner gehören zur Konsumanstalt: 2 Schlächtereien, 1 Dampfbäckerei, 1 Bäckerei mit Handbetrieb im Bereiche der Bergverwaltung Betzdorf, 1 Mühle, 1 Eisfabrik, 1 Bürstenfabrik, 1 Tütenfabrik, 1 Kaffeebrennerei, 2 Schneiderwerkstätten, 1 Schuhmacherwerkstatt, 1 Plättanstalt, Weinkellereien. Der Verwaltung der Konsumanstalt unterstehen: der Gasthof "Essener Hof", das Beamten-Kasino, das Werkmeister-Kasino. Die Zahl der bei der Konsumanstalt Beschäftigten betrug am 1. Juli 1913 1503 Personen.“

1958 eröffnete die Kruppsche Konsumanstalt an der Rüttenscheider Straße ihren ersten Selbstbedienungssupermarkt nach amerikanischem Vorbild, wo abgepackte Waren selbst aus den Regalen genommen werden konnten. Im gleichen Jahr, zum hundertjährigen Bestehen, wird ein Jahresumsatz von über 100 Millionen DM in über einhundert Filialen angegeben. Am Limbecker Platz wurde 1962 ein Krupp-Kaufhaus eröffnet und 1969 bereits wieder verkauft. Auf diesem Areal entstand später das Quelle-Kaufhaus, danach war darin SinnLeffers. Dieses Gebäude wich schließlich 2006 dem Bau des heutigen Einkaufszentrums Limbecker Platz.

### Verkauf der Konsumanstalt 1974
Im Sommer 1973 waren erste Verkaufsgespräche eingeleitet worden. Als Verhandlungspartner wurden ein amerikanisches Unternehmen, Tengelmann, Kaisers und die coop eG genannt. Am 8. November des Jahres waren der Geschäftsführer der Konsumanstalt Ekkehard Asbeck und der Betriebsratsvorsitzende Bernhard Jacke vom Krupp-Vorstandsmitglied Dr. Reusch über den bereits beschlossenen Verkauf unterrichtet und zur Verschwiegenheit verpflichtet worden. Ende 1973 betrieb die Krupp Konsumanstalt 33 Konsum-Märkte sowie 54 DisKonta-Filialen in Essen und näherer Umgebung sowie eine Fleischwarenfabrik und eine Bäckerei, wobei der Jahresumsatz mit 165 Millionen D-Mark angegeben wurde. Beim Verkauf ging es nur um die Läden und nicht um die Fleischwarenfabrik und die Bäckerei. Als Verkaufsgrund nannte der Krupp-Vorstand, dass die Konsumanstalt nicht mehr in das Krupp-Firmenkonzept passe. Zum 1. Januar 1974 trennte sich die Firma Krupp von ihrer Konsumanstalt. Sie wurde an die Enro Nahrungsmittel GmbH, eine Tochter der coop Schleswig-Holstein eG, der heutigen coop eG, veräußert. Die Pressemitteilung von Krupp besagte, dass alle rund 1200 Mitarbeiter der Konsumanstalt von der Firma Enro übernommen werden. In den Jahren 1985/86 wurde der Kruppsche Bazar an der Ostfeldstraße niedergelegt. Auf dem Gelände befindet sich seit dem 11. Dezember 1991 ein Cinemaxx-Kino.